# أوسكار باولين
أوسكار باولين (بالإسبانية: Óscar Paulín) هو لاعب كرة قدم أرجنتيني في مركز الدفاع، ولد في 31 يوليو 1952 في ريسيستينسيا في الأرجنتين. لعب مع أوليمبيا أسونسيون.